# Похититель детей (фильм)
1. перенаправление Похититель детей